# Baltische Corporation Estonia Dorpat

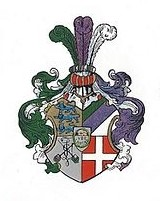
Wappen der Estonia

Die Baltische Corporation Estonia Dorpat (estn.: Korporatsioon Estonia) war eine deutsch-baltische Studentenverbindung an der deutschsprachigen Kaiserlichen Universität Dorpat.

## Geschichte
Dorpater Studenten hatten bereits 1810 eine Studentenverbindung mit dem Namen „Estonia“ gegründet. Diese bestand jedoch nur ein Jahr und verschmolz 1811 mit der bereits seit längerem bestehenden Allgemeinheit Dorpat. Deren Mitglieder gründeten am 7. September 1821 die Corporation Estonia. In ihr sammelten sich die vornehmlich in Tartu studierenden Deutsch-Balten aus dem Gouvernement Estland, dem nördlichen Teil des heutigen Estlands. Die dörptschen Studentenverbindungen waren von der Romantik bestimmt und nie so durchorganisiert wie die deutschen Corps.

„Unter dem linken Arm trug der Student eine sehr alte Mappe, aber er tat dies mit dem Anstande des Ministers, der sein Portfell (Aktentasche) trägt, nur mit viel höherem Selbstbewusstsein, da der echte deutsche Bursch fest überzeugt ist, in der Reihe von Gott erschaffener Wesen dicht auf den lieben Gott zu folgen. Jedenfalls gibt er mit Bescheidenheit zu, dass erst Gott kommt, dann der Kaiser von Russland und erst dann der Dörptsche Bursch.“

### Couleur
Die Estonia führte die Couleur Grün-violett-weiß und trug moosgrüne Deckel. Der Wahlspruch der Estonia war Virtus decus Estonorum!

### Verbindungshaus
1883 beschloss die Corporation den Bau eines eigenen Hauses am damaligen Stadtrand von Tartu. Im April 1885 wurde der Grundstein gelegt. Das Verbindungshaus nach den Plänen des deutschbaltischen Architekten Reinhold Guleke (1834–1927) konnte bereits im August 1886 feierlich eingeweiht werden. Während des Ersten Weltkriegs beschlagnahmte die Kaiserlich Russische Armee das Haus. Nach dem Estnischen Freiheitskrieg (1918–1920) gab die Studentenverbindung den Besitz an dem Gebäude ab, das sich in sehr schlechtem Zustand befand. In das Haus zog Anfang der 1930er Jahre die Studentenverbindung Rotalia zur Miete ein, die das Haus kurze Zeit später käuflich erwarb.
1887 gelang es der Estonia, zusätzlich die Liegenschaft Wallgraben 9 (estnisch Vallikraavi 9) in Dorpat zu erwerben und zum Verbindungshaus umzugestalten. Heute befindet sich in dem Gebäude die Klinik für Hämatologie und Onkologie des Universitätskrankenhauses Dorpat.

### Auflösung
Am 15. Oktober 1939 stellte die Corporation in Dorpat ihren aktiven Betrieb ein, als die Deutsch-Balten infolge des Deutsch-Sowjetischen Grenz- und Freundschaftsvertrages zu Umsiedlern wurden.
Philister der Estonia unterstützten in der Nachkriegszeit in Deutschland die Baltische Corporation Fraternitas Dorpatensis zu München und beteiligten sich 1959 an der Gründung des Corps Curonia Goettingensis.

## Mitglieder

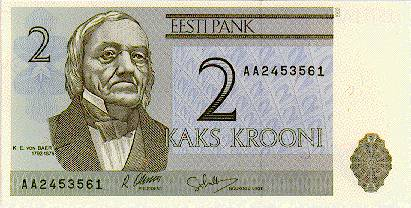
Karl Ernst von Baer auf der 2-Kronen-Banknote der Eesti Pank

- Karl Ernst von Baer (1792–1876), Naturforscher, Professor in Königsberg und St. Petersburg
- Johannes Beermann (1878–1958), Bischof von Danzig und Westpreußen
- Friedrich Georg von Bunge (1802–1897), Ehrenmitglied, Rechtshistoriker
- Alexander von Bunge (1803–1890), Ehrenmitglied, Botaniker
- Alexander Baron Engelhardt (1885–1960), Arzt, Leiter des Behring-Archivs in Marburg, 1951–1953 erster Vorsitzender des Baltischen Philisterverbandes
- Karl Dehio (1851–1927), Arzt, Lepra-Forscher, 1918 Rektor der Universität Dorpat
- Axel von Gernet (1865–1920), Historiker
- Johannes Haller (1865–1947), Historiker in Tübingen
- Werner Hasselblatt (1890–1958), Jurist und Politiker in Estland
- Ferdinand Dietrich Nikolai Hoerschelmann (1834–1902), evangelischer Theologe und Hochschullehrer
- Leopold Hörschelmann (1836–1908), Theologe, Generalsuperintendent für das Gouvernement Estland
- Wilhelm Hoerschelmann (1849–1895), deutscher klassischer Philologe
- Carl Hunnius (1873–1964), Theologe und Pädagoge, bis 1944 Direktor der Baltenschule Misdroy und seit 1946 in Wyk auf Föhr
- Friedrich Kentmann (1878–1953), Pastor, 1936–1945 Landessuperintendent in Güstrow
- Wilhelm Kentmann  (1861–1938), Pastor und Generalsuperintendent
- Woldemar Friedrich Kentmann (1833–1901), Propst
- Philipp Jakob Karell (1806–1886), Leibarzt von Alexander II. (Russland), Mitbegründer des Roten Kreuzes in Russland
- Friedrich Reinhold Kreutzwald (1803–1882), Autor des estnischen Nationalepos Kalevipoeg
- Walter von Lingen, Theologe, Pastor in Hermsdorf (Ostpreußen) (1934–1945)
- Leo Meyer (1830–1910). Ehrenmitglied, Germanist
- Eduard Nikolai von Middendorff (1840–1903), Gutsbesitzer und Politiker
- Heinz von zur Mühlen (1914–2005), Historiker
- Konrad von zur Mühlen (1868–1945), Pastor und Schriftsteller
- Arvid von Nottbeck (1903–1981), Jurist und Politiker
- Berend von Nottbeck (1913–1990), Journalist und Gründer des Verlags Wissenschaft und Politik
- Georg von Rehekampff (1869–1941), Jurist und Kommunalpolitiker
- Carl Schirren (1826–1910), Ehrenmitglied, Historiker
- Wolfgang Schlüter (1848–1919), Ehrenmitglied, Germanist
- Hermann Adolf Alexander Schmidt (1831–1894), Professor für Physiologie, Rektor der Universität Dorpat
- Georg Julius von Schultz alias Dr. Bertram (1808–1875), Arzt, Dichter, Publizist und Folklorist
- Peter Hermann Stillmark (1860–1923), Biochemiker (Entdecker des Rizin)
- Jakob von Uexküll (1864–1944), Biologe und Philosoph
- Eduard von Ungern-Sternberg (1836–1904), Schriftsteller
- Andreas von Weiß (1910–1994), Kulturwissenschaftler, Marxismuskritiker
- Hellmuth Weiss (1900–1992), estnischer Minderheitenpolitiker und Bibliothekar, seit 1959 Direktor des Herder-Instituts in Marburg
- Alexander von Weiss (1840–1921), deutsch-baltischer Ingenieur, Gutsbesitzer und Politiker
- Constantin von Weiß (1877–1959), Ehrenmitglied, kaiserlich-russischer und estnischer Oberst, 1918–1920 Kommandant des Baltenregiments